# Мир музыки
«Мир музыки» (англ. Khamoshi: The Musical, хинди ख़ामोशी, дословно: «Безмолвие (тишина): Мир музыки») — музыкальная мелодрама, снятая в Болливуде и вышедшая в прокат в Индии в 1996 году, режиссёрский дебют Санджая Лилы Бхансали. Фильм был высоко оценён критиками и завоевал несколько наград, но провалился в индийском прокате.

## Сюжет
Энни Браганца живёт в Гоа со своими глухонемыми родителями Джозефом, Флави и младшим братом Сэмом. Её бабушка Мария научила её играть на пианино, и весь их дом заполнен музыкой. Энни очень музыкально одарённая девушка, но её родители не могут оценить её талант.
Однажды во время посещения церкви Сэм падает с колокольни и погибает. В этот день Джозеф теряет веру в Бога и не хочет больше видеть, как его дочь занимается музыкой. Он продаёт пианино, и дом погружается в тишину.
Через несколько лет Энни знакомится с молодым композитором Раджем, который возвращает её в мир музыки. Радж мечтает сделать Энни певицей, но её родители даже мысли не допускают, что их печальный дом снова наполнят звуки музыки. Кроме того, они боятся потерять Энни, которая является их единственной связью с миром звуков. Энни тоже знает, какими беспомощными станут её родители, если она покинет их дом. Энни очень любит своих родителей, считает их самыми лучшими и не мыслит свою жизнь без них. Она встаёт перед мучительным выбором: всю жизнь соблюдать траур по брату в безмолвном доме родителей или начать с Раджем счастливую жизнь, наполненную музыкой.
В конце концов Энни выходит замуж за Раджа, рожает сына, которого они называют Сэмом — в честь её погибшего брата.  Джозеф обижен на дочь,  отказывается признавать Раджа и видеть внука.  Однажды, когда Энни с мужем  и сыном едут проведать её родителей, они  попадают в автокатастрофу. Энни с серьёзной травмой без сознания увозят в больницу. Радж безуспешно старается вернуть жену к жизни,  едет к Джозефу и просит его побыть с дочерью. В результате немого разговора своего отца Энни приходит в сознание.

## В ролях
| Актёр          | Роль                |
| -------------- | ------------------- |
| Салман Хан     | Радж                |
| Маниша Коирала | Энни Браганца       |
| Нана Патекар   | Джозеф, отец Энни   |
| Сима Бисвас    | Флави, мать Энни    |
| Хелен          | Мария, бабушка Энни |
| Химани Шивпури | мать Раджа          |
| Рагувир Ядав   | Вилли               |
| Прия Парулекар | Энни в детстве      |

## Съёмочная группа
- Режиссёр: Санджай Лила Бхансали
- Продюсер: Сибте Хассан Ризви
- Сценаристы: Санджай Лила Бхансали, Сутапа Сикдар
- Оператор: Анил Мехта
- Композиторы: Джатин Пандит, Лалит Пандит, Баблу Чакраворти
- Художники: Нитин Чандракант Десаи (художник-постановщик), Шабина Кхан (по костюмам)
- Монтажёры: Кеннет Филлипс, Бела Сигал
- Звукорежиссёр: Джитендра Chowdhary
- Стихи песен: Маджру Султанпури
- Песни за кадром исполняют: Алка Ягник, Кавита Кришнамурти, Удит Нараян, Кумар Сану, Харихаран, Сулакшана Пандит, Джатин Пандит,  Shraddha Пандит, Khusumum, Ремо Фернандес, Доминик Cerejo

## Саундтрек
Все тексты написаны поэтом Маджру Султанпури, музыка песен с 1 по 8 написана композиторами Джатином Пандитом и Лалитом Пандитом, музыка 9 и 10 песен написана певцом и композитором Ремо Фернандесом.
| №  | Оригинальное название                      | Перевод                                 | Исполнитель(и)                                | Длительность |
| -- | ------------------------------------------ | --------------------------------------- | --------------------------------------------- | ------------ |
| 1  | «Bahon Ke Darmiyan»                        | ...                                     | Харихаран, Алка Ягник                         | 6:49         |
| 2  | «Aankhon Mein Kya»                         | ...                                     | Кумар Сану                                    | 7:25         |
| 3  | «Gaate Thay Pehle Akele»                   | ...                                     | Кавита Кришнамурти, Shraddha Pandit, Khusumum | 5:57         |
| 4  | «Jaana Suno Hum Tum Pe Marte Hain»         | ...                                     | Удит Нараян                                   | 5:13         |
| 5  | «Aaj Main Upar»                            | ...                                     | Кавита Кришнамурти, Кумар Сану                | 5:31         |
| 6  | «Yeh Dil Sun Raha Hain Tere Dil Ki Zubaan» | «Это сердце слышит голос сердца твоего» | Кавита Кришнамурти                            | 6:06         |
| 7  | «Saagar Kinare Bhi Do Dil Hain Pyaase»     | ...                                     | Удит Нараян, Сулакшана Пандит, Джатин Пандит  | 6:00         |
| 8  | «Mausam Ke Sargam Ko Sun»                  | ...                                     | Кавита Кришнамурти, Shrradha Пандит           | 6:28         |
| 9  | «Shinga-Linga»                             | ...                                     | Ремо Фернандес, Доминик Cerejo                | 5:34         |
| 10 | «Huiya Ho»                                 | ...                                     | Ремо Фернандес, Доминик Cerejo                | 4:27         |

## Награды
Filmfare Awards
- Лучший фильм (по мнению критиков)
- Лучшая женская роль (по мнению критиков) — Маниша Коирала
- Лучший женский закадровый вокал — Кавита Кришнамурти за песню «Aaj Main Upar»
- Лучшая работа художника-постановщика — Нитин Десаи
- Лучший звук — Джитендра Чаудхари

Screen Weekly Awards
- Лучшая главная женская роль — Маниша Коирала
- Лучшая женская роль второго плана — Сима Бисвас
- Лучший женский закадровый вокал — Кавита Кришнамурти за песню «Aaj Main Upar»
- Лучшие слова к песне для фильма — Маджрух Султанпури за песню «Aaj Main Upar»